# Річард Вернеш
Річард Вернеш (угор. Vernes Richárd; нар. 24 лютого 1992, Будапешт, Угорщина) — угорський футболіст, нападник та півзахисник клубу «Вашаш».

## Клубна кар'єра
Футболом розпочав займатися в «Ференцвароші» з однойменного району Будапешта, у 2007 році перейшов до суперника-земляків «Гонведа», де пройшов усі щаблі юнацьких команд. У віці 17-и років дебютував у дорослому футболі, вийшовши на поле в матчі Кубку Ліги. У цей період був провідним гравцем другої команди клубу, відзначився 7-а голами в 34-х матчах. Також періодично грав за першу команду, а починаючи з сезону 2012/13 років регулярно грав за головну команду, де за два сезони відзначився 9-а голами в 41-у матчі. У сезоні 2014/15 років виступав в оренді в австралійському «Сентрал-Кост Марінерс». Проте в австралійському клубі грав рідко, провів 8 поєдинків, в яких відзначився 1 голом, у нічийному (1:1) поєдинку проти «Ньюкасл Юнайтед Джетс». По завершення оренди повернувся в «Гонвед», де відзначився 3-а голами в 29-и матчах. Наступного сезону грав в оренді в «Пакші», у футболці якого дебютував 31 серпня 2016 року в нічийному (0:0) поєдинку 11-о туру вищого дивізіону угорського чемпіонату проти МТК (Будапешт). Завершив сезон 1 голом у 22-х матчах. У сезоні 2017/18 років грав за «Залаегерсег» з другого дивізіону угорської першості, зіграв 38 матчів та відзначився 14-а голами. Завдяки вдалому сезону отримав запрошення від представника елітного дивізіону «Діошдьйор», у футболці якого дебютував у першому турі нічийного (2:2) поєдинку проти «Академії Пушкаша». Сезон 2019/20 років розпочав в ізральському «Хапоелі» (Кфар-Сава), але по ходу сезону повернувся до Угорщини, де підсилив «Вашаш».

## Кар'єра в збірній
Виступав за юнацькі та молодіжні збірні Угорщини різних вікових категорій.

## Стиль гри
Виступав переважно на позиції правого нападника, проте однаково комфортно почуває себе на позиціях лівого захисника та атакувального півзахисника.

## Статистика виступів
Станом на 25 лютого 2019 року
| Сезон                          | Склад                          | Чемпіонат                      | Чемпіонат | Чемпіонат | Нац. кубок | Нац. кубок | Нац. кубок | Конт. кубок             | Конт. кубок | Конт. кубок | Інші кубки | Інші кубки | Інші кубки | Загалом | Загалом |
| Сезон                          | Склад                          | Змаг                           | Матчі     | Голи      | Змаг       | Матчі      | Голи       | Змаг                    | Матчі       | Голи        | Змаг       | Матчі      | Голи       | Матчі   | Голи    |
| ------------------------------ | ------------------------------ | ------------------------------ | --------- | --------- | ---------- | ---------- | ---------- | ----------------------- | ----------- | ----------- | ---------- | ---------- | ---------- | ------- | ------- |
| 2009-2010                      | «Будапешт Гонвед II»           | НБІІ                           | 1         | 0         | КУ         | -          | -          | -                       | -           | -           | -          | -          | -          | 1       | 0       |
| 2010-2011                      | «Будапешт Гонвед II»           | НБІІ                           | 17        | 2         | КУ         | 2          | 0          | -                       | -           | -           | -          | -          | -          | 19      | 2       |
| 2011-2012                      | «Будапешт Гонвед II»           | НБІІ                           | 17        | 4         | КУ         | 1          | 0          | -                       | -           | -           | -          | -          | -          | 18      | 4       |
| 2012-2013                      | «Будапешт Гонвед II»           | НБІІ                           | 1         | 0         | КУ         | -          | -          | -                       | -           | -           | -          | -          | -          | 1       | 0       |
| 2013-2014                      | «Будапешт Гонвед II»           | НБІІІ                          | 11        | 4         | -          | -          | -          | -                       | -           | -           | -          | -          | -          | 11      | 4       |
| 2009-2010                      | «Будапешт Гонвед»              | НБІ                            | 0         | 0         | КУ+КУЛ     | -+1        | -+0        | ЛЄУ                     | -           | -           | СУ         | -          | -          | 1       | 0       |
| 2010-2011                      | «Будапешт Гонвед»              | НБІ                            | 1         | 0         | КУ+КУЛ     | 3+1        | 2+0        | -                       | -           | -           | -          | -          | -          | 5       | 2       |
| 2011-2012                      | «Будапешт Гонвед»              | НБІ                            | 4         | 0         | КУ+КУЛ     | 1+2        | 0+1        | -                       | -           | -           | -          | -          | -          | 7       | 1       |
| 2012-2013                      | «Будапешт Гонвед»              | НБІ                            | 22        | 5         | КУ+КУЛ     | 5+6        | 4+3        | ЛЄУ                     | 4           | 2           | -          | -          | -          | 35      | 14      |
| 2013-2014                      | «Будапешт Гонвед»              | НБІ                            | 19        | 4         | КУ+КУЛ     | 3+1        | 1+1        | ЛЄУ                     | 1           | 0           | -          | -          | -          | 24      | 6       |
| 2014-2015                      | «Сентрал-Кост Марінерс»        | АЛ                             | 8         | 1         | Кубок ФФА  | 1          | 0          | Ліга чемпіонів АФК 2015 | 0           | 0           | -          | -          | -          | 9       | 1       |
| 2015-2016                      | «Будапешт Гонвед II»           | НБІІІ                          | 6         | 4         | -          | -          | -          | -                       | -           | -           | -          | -          | -          | 6       | 4       |
| Усього за «Будапешт Гонвед II» | Усього за «Будапешт Гонвед II» | Усього за «Будапешт Гонвед II» | 53        | 14        |            | 3          | 0          |                         | -           | -           |            | -          | -          | 56      | 14      |
| 2015-2016                      | «Будапешт Гонвед»              | НБІ                            | 29        | 3         | КУ         | 5          | 0          | -                       | -           | -           | -          | -          | -          | 34      | 3       |
| лют.-сер. 2016                 | «Будапешт Гонвед»              | НБІ                            | 6         | 0         | КУ         | -          | -          | -                       | -           | -           | -          | -          | -          | 6       | 0       |
| Усього за «Будапешт Гонвед»    | Усього за «Будапешт Гонвед»    | Усього за «Будапешт Гонвед»    | 81        | 12        |            | 28         | 12         |                         | 5           | 2           |            | -          | -          | 114     | 26      |
| ago.-ott. 2016                 | «Пакш II»                      | НБІІІ                          | 4         | 2         | -          | -          | -          | -                       | -           | -           | -          | -          | -          | 4       | 2       |
| сер. 2016—2017                 | «Пакш»                         | НБІ                            | 22        | 1         | КУ         | 1          | 0          | -                       | -           | -           | -          | -          | -          | 23      | 1       |
| 2017-2018                      | «Залаегерсег»                  | НБІІ                           | 33        | 14        | КУ         | 5          | 2          | -                       | -           | -           | -          | -          | -          | 38      | 16      |
| 2018-2019                      | «Діошдьйор»                    | НБІ                            | 21        | 4         | КУ         | 3          | 2          | -                       | -           | -           | -          | -          | -          | 24      | 6       |
| Усього за кар'єру              | Усього за кар'єру              | Усього за кар'єру              | 222       | 48        |            | 41         | 16         |                         | 5           | 2           |            | -          | -          | 268     | 66      |